# Перес Гарсия, Анхель
Анхель Перес Гарсия (исп. Ángel Pérez García; 16 октября 1957, Мадрид — 16 октября 2019, Мадрид) — испанский футболист и футбольный тренер, играл на позиции защитника.

## Биография

### Игровая карьера
Воспитанник мадридского «Реала» Перес Гарсия в течение трёх сезонов играл за резервную команду. Дебютировал за «сливочных» в Примере 5 апреля 1980 года в матче с хихонским «Спортингом», выйдя на замену на 15-й минуте вместо получившего травму Гойо Бенито. В дебютном сезоне сыграл во всех турнирах 11 матчей, но не отметился забитыми мячами. В следующем сезоне он не смог закрепиться в основном составе из-за высокой конкуренции на свою позицию.
Он перешёл в «Реал Мурсию» на правах аренды, за которую играл в течение одного сезона. В 1982 году перешёл в клуб Второго дивизиона «Эльче» и два сезона вместе с клубом пробился в Примеру. В 1985 году перешёл в «Мурсию», в составе которого отыграл шесть сезонов, став одним из ключевых игроков клуба. Завершил карьеру в клубе «Рольдан» в 1992 году.

### Тренерская карьера
В качестве главного тренера работал в Испании, возглавляя «Альмерию B», «Сангонеру Атлетико» и «Атлетико Сьюдад». С 2011 по 2012 год работал в Египте главным тренером «Иттихада Аль Шурты».
С 2014 по 2015 год работал главным тренером «Пяста». Последним местом работы для него был боливийский «Насьональ».

### Смерть
Скончался 16 октября 2019 года в Мадриде в возрасте 62 лет после борьбы с раком.